# まりえ (アイドル)
まりえ（1981年6月27日 - ）は、日本の女性アイドル、同人作家、コスプレイヤー。ソロアイドルとして大阪、名古屋、東京を中心に全国的に活動を展開している。
正式名称は「まりえ（42）」（2023年6月27日現在）。誕生日前日に前年のまりえを「解散」して、翌日から数字が更新される。愛称は「まりえねえさん」。代表曲は「EMPTY∞world」。

## 人物
大阪のメイド喫茶で勤務していた時に、客からイベントを紹介されアイドルを始める。2009年から大阪日本橋にてアイドルとして活動開始、その後TV番組内の企画で大阪から名古屋へ移住し活動の幅を名阪に広げた。
イメージカラーは紫。トレードマークは紫と青の前髪。2023年8月現在、ENTAME next編集部は「42歳に見えない」現役アイドルと評している。
自身のアイドル活動について「人生かけてアイドル頑張ってんねん」と信念を述べている。

### 名前
「まりえ」はメイド喫茶時代の源氏名であり、芸名である。メジャデビューを機に、34歳から名前に年齢をつけ出した。自己紹介で名前（年齢）を間違うことがしばしばあるという。

### ライブ
年間200本、1日2本のペースでステージをこなしている。
「パジャマクエスト」ではライブ中、民族大移動（ステージの彼女に合わせてファンが左右前後に動く）が起きる。過去に川を挟んだ外のイベントで、ネタで曲の最後に客を蹴って川に落としたことがある。

## 経歴
- 2008年

3月14日、初ステージ。
- 2009年

3月1日、大阪で初ライブ。
- 2015年

6月1日、TOY Planet*に所属。
7月8日、「EMPTY∞world」でメジャーデビュー。
- 2016年

7月1日、2ndシングル「MOROBITOKOZORITE」をリリース。オリコンデイリーランキングで3位、ウィークリーランキングで24位を記録。
- 2023年

3月18日、デビュー14周年を記念した東京で初のワンマン公演を開催。ワンマンライブのツイートが万バズする。
4月29日、自身のツイッターにイベント『近代麻雀水着祭2023』で撮影されたグラビアショットを公開し話題を呼ぶ。

## 作品

### シングル
| ＃ | タイトル         | 発売日         | レーベル                | 品番                             | 形態                  | 備考                                                                                     |
| -- | ---------------- | -------------- | ----------------------- | -------------------------------- | --------------------- | ---------------------------------------------------------------------------------------- |
| 1  | EMPTY∞world      | 2015年7月8日   | A-force/cafe au records | YZWG-10027/YZWG-10028/YZWG-10029 | A盤/B盤/通常盤の3形態 | まりえ（34）名義。メジャー・デビュー・シングル。オリコンデイリー12位、ウィークリー27位。 |
| 2  | パジャマクエスト | 2015年10月22日 | Grati innovation RECORD | GTIR-0014                        | 1形態                 | まりえ（34）名義。                                                                       |
| 3  | MOROBITOKOZORITE | 2016年7月1日   | cafe au records         | POCS-1463/POCS-1464              | A盤/B盤の2形態        | まりえ（35）名義。オリコンデイリー3位、ウィークリー24位。                                |
| 4  | =Initial Impulse | 2020年9月15日  | A-force                 | YZWG-10068                       | 1形態                 | まりえ(38)(39)名義。                                                                     |

### アルバム
| ＃ | タイトル       | 発売日         | レーベル                       | 品番      | 形態  | 備考                                     |
| -- | -------------- | -------------- | ------------------------------ | --------- | ----- | ---------------------------------------- |
| 1  | MARIE 30's     | 2019年02月16日 | エイフォース・エンタテイメント | POCS-1764 | 1形態 | まりえ(36)(37)名義。初のミニアルバム。   |
| 2  | M BEST(34～40) | 2021年10月26日 | A-force                        | YZWG-046  | 1形態 | まりえ（40）名義。初のベスト・アルバム。 |

### ミュージックビデオ
| タイトル         | 公開日        |
| ---------------- | ------------- |
| =Initial Impulse | 2020年9月15日 |
| My anticyclone   | 2022年6月26日 |